# Остров Гиллигана
«Остров Гиллигана» (англ. Gilligan's Island) — американский телесериал в жанре ситуационной комедии, созданный продюсером Шервудом Шварцем. Всего было показано три сезона на телеканале CBS в период с 26 сентября 1964 г. по 4 сентября 1967. Продолжительность каждой серии — 25 минут.

## Сюжет
Согласно сюжету, семь главных героев попали на необитаемый остров и пытаются выжить на нём. Большинство эпизодов ситкома касается конфликтов между потерпевшими кораблекрушение и их неудачных попыток вернуться домой.

## Главные герои
- Гиллиган — неуклюжий и наивный матрос. Его сыграл Боб Денвер.
- Шкипер (Настоящее имя — Джонас Крамби) — капитан судна S. S. Minnow. Его сыграл Алан Хейл — младший.
- Терстон Хауэлл III — миллионер, любит отлынивать от работы. Героя сыграл Джим Бакус.
- Миссис Хауэлл — жена Терстона. Намного более социальна, чем её муж. Её сыграла Натали Шафер.
- Джинджер Грант — кинозвезда из Голливуда. Грант сыграла Тина Льюис.
- Профессор (настоящее имя — Рой Хинкли) — до кораблекрушения был учителем. Применяет свои научные знания, чтобы мастерить полезные вещи из подручных материалов. Его сыграл Расселл Джонсон.
- Мэри Энн Саммерс — деревенская девушка из Канзаса. Делает бо́льшую часть работы по стирке и приготовлению пищи. Её сыграла Доун Уэллс.

## Пилотный эпизод
Пилотный эпизод «Покинутый» был снят в ноябре 1963 г., в нём было семь персонажей (как и в сериале), но только четыре из них перешли в Остров Гиллигана: Гиллиган (Денвер), Шкипер (Хейл) и Хауэллы (Бакус и Шафер).
Из-за трех значительных изменений персонажей и актёрского состава между пилотным эпизодом и первым эпизодом сериала пилотный эпизод не был показан до того, как сериал впервые вышел в эфир 26 сентября 1964 года. Первоначальный пилотный сериал в конечном итоге вышел в эфир более 29 лет спустя на TBS.
Тремя персонажами, которые не были перенесены из пилотной серии, были два секретаря и учитель средней школы. В пилотной версии склонный к науке профессор вместо этого был школьным учителем, которого сыграл Джон Гэбриэл. Кинозвезда Джинджер по-прежнему была рыжеволосой, но работала секретарем и была более саркастичной, её роль исполнила Кит Смайт. Вместо этого девушка с фермы из Канзаса Мэри Энн была коллегой Джинджер Банни, которую Нэнси Маккарти сыграла как весёлую «тупую блондинку».
Вступительная и финальная песни пилота были двумя похожими треками в стиле калипсо, написанными Джоном Уильямсом и исполненными Шервудом Шварцем, выдающим себя за певца сэра Ланселота. Тексты песен отличаются от используемых в дальнейшем в сериале, вступительная песня пилота была длиннее. Короткие сцены во время этой начальной музыки включают несущего багаж Хауэллов на лодку перед отплытием Гиллигана, и его же, пытающегося напоить шкипера чашкой кофе во время шторма.
После того, как вступительная музыкальная тема и титры заканчиваются, серия начинается с того, что семь потерпевших кораблекрушение просыпаются на выброшенном на берег корабле SS Minnow. Они начинают заниматься различными делами на острове, в том числе исследовать его, пытаться починить передатчик, строить хижины и искать еду. Вопреки некоторым описаниям, сюжетные линии пилота не содержали подробных сведений о предыстории героев. Серия завершается финальной музыкальной темой и титрами. Фоновая музыка и даже закадровый смех пилота почти идентичны тем, что использовались в сериале.

## Закрытие
В ходе телевизионного сезона 1966—1967 годов Остров Гиллигана транслировался по понедельникам в 19:30 вечера. Хотя по рейтингам он выпал из топ-30 программ, в последние несколько недель третьего сезона ситком побеждал в своём тайм слоте главного конкурента — транслировавшийся на NBC сериал The Monkees. На фоне этого CBS заверило Шервуда Шварца в продлении Острова Гиллигана на четвёртый сезон.
В то же время телеканал анонсировал отмену транслировавшегося длительное время сериала Дымок из ствола, выходившего в эфир в сезоне 1966—1967 года поздним вечером в субботу. Под давлением президента телесети CBS Уильям Пейли и его жены Бэйб, а также многих сетевых партнёров и поклонников, CBS перенесло сериал на понедельники в 19:30. По итогу Остров Гиллигана был тихо отменён буквально в последний момент, пока актёрский состав находился в отпуске. На основе информации Шварца о продлении сериала на четвёртый сезон, ряд актёров купил себе дома рядом со съёмочной площадкой.